# 美洲裔利比里亚人
美洲裔利比里亚人是指来到利比里亚的非裔美国人及其后代，与非裔美国人、西印度群岛人和被解放黑奴的混血族群“塞拉利昂克里奥尔人”是姊妹族群。 美洲裔利比里亚人的祖先原先是出生在美洲的黑奴，在19世纪时移民来到当地，成为利比里亚的创建者和統治者，并自称美洲裔利比里亚人。一些从加拿大迁来的非裔美国人，亦曾移民至塞拉利昂和现今的科特迪瓦，参与本地的开发。
之后，这些非裔美国人吸收了5,000名刚果黑奴（禁止黑奴贸易后，被英美等国释放）以及346名巴巴多斯人，形成一个统治主体。 与弗里敦的克里奥尔人一样，美裔利比里亚人几乎不与当地土著黑人通婚。
这些殖民者和他们的后裔主导着利比里亚的政治、社会、文化和经济，作为一个人口占少数的族群，统治人口占多数的土著居民超过130年。在利比里亚共和国独立后的133年间，该国始终处于美裔利比里亚人领导的共和黨或真辉格党的一党专政之下。

## 定居历史

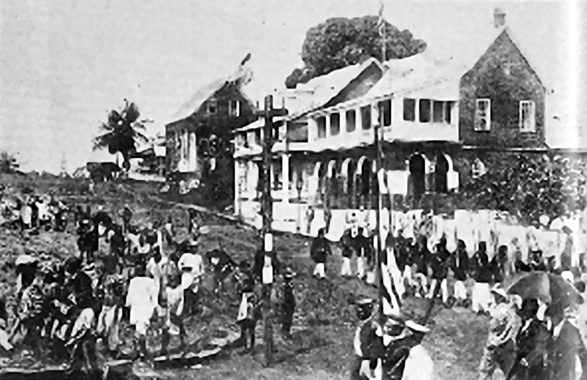
19世纪的蒙罗维亚

1817年至1867年间，在美国殖民协会的组织下，有1万3千人左右横越大西洋，怀揣着“自由的爱把我们带到这里”的信念，来到西非的胡椒海岸，建立他们自己的定居点。他们在西非建立了两个非裔美国人的殖民地，其中一支来自英属加拿大的非裔Black Loyalist并入了英国建立的塞拉利昂殖民地，定居在弗里敦，他们的后代被称为克里奥尔人，并发展出所谓的克里奥语；另一支则成为了利比里亚人。
早期，美裔殖民者坚持他们的基督教信仰，只有偶尔会与传统的非洲本地宗教相综撮。他们讲非裔美国人白话英语，而且很少干涉当地土著社会，亦很少与之来往。来自美国尤其是美国南部的政治、社会、文化因素深深影响着他们，这使得利比里亚成为美裔族群的社会。如今大约有15万美裔利比里亚人。美裔利比里亚人对利比里亚过去的可观、长期经济增长做出了主要贡献，威廉·杜伯曼总统时期，采取了许多措施吸引外企投资，并努力消除美裔族群与内陆族群之间的政治、经济、社会差异。 威廉·托尔伯特总统在军事政变中被暗杀后，大部分美裔利比里亚人家庭在1980年代逃往美国。
从殖民地建立伊始到1980年塞缪尔·多伊发动政变的百余年间，占利比里亚总人口5%的美裔族群一直垄断着该国政治。对于美裔族群为何能够掌权如此之久，人们存在争议。有些人认为分歧起于肤色差异，很可能因为该国第一任总统即是混血，同时又是大量移民之一，反映了当时利比里亚南部非裔美国人社会的自然状况。然而有学者指出，在美裔利比里亚人总统任期内，领导者们在肤色和非-欧混血特质上保持一致，说明这一说法不太可能成立。他们与美国殖民协会保持联系，熟悉美国的经济文化，又能建立一个利益分配网络，这可能是他们得以稳固统治的原因。另有些人持反对肤色主义的观点，认为美裔族群的长期掌权某种程度上是由于利比里亚共济会的存在。1867年，共济会在蒙罗维亚建盖了一座大理石房屋，这所房屋是蒙罗维亚的标志性建筑之一，被视为美裔利比里亚人的堡垒，其之坚固使其在内战中得以不被摧毁。战后荒废了几年后，共济会修缮了这座房屋。
1980年，塞缪尔·多伊领导了一场暴力军事政变，之后其对利比里亚的统治导致了90年代的内战，使得该国经济迅速崩溃。至21世纪初，利比里亚已堕落为全球第三贫困的国家，85%左右的人口生活在国际贫困线以下。

## 后续影响
2007年，黑人娱乐电视台（BET）创立者罗伯特·约翰逊呼吁“非裔美国人帮助利比里亚，就像犹太裔美国人帮助以色列一样。” 利比里亚希望美国为其民主化和重建工程提供最强大的支持。2007年，美国国务卿赖斯宣布，美国国务院将取消利比里亚的所有债务。 2003年利比里亚内战结束后，美国已提供7.5亿美元以援助利比里亚社会的重建和发展，另提供给联合国利比里亚特派团（UNMIL）超过7.5亿美元资助，还计划在2008年财政年度通过UNMIL提供3.42亿美元的双向援助。 埃伦·约翰逊·瑟利夫是非洲大陆上的第一位女总统，约翰逊·瑟利夫在蒙罗维亚出生和长大，在哈佛大学进行深造，利国内战爆发后，她在美国工作了数年，之后利比里亚恢复民主制，她回到利比里亚。她的名字就是参照一位美裔利比里亚人前总统（希拉里·理查德·怀特·约翰逊）而起的。在一次采访中，她曾透露自己的祖父（外祖父）是日耳曼人后裔，但自己的外祖父母（祖父母）是纯土著血统。

### 利比里亚的非裔美国人总统
美裔利比里亚人曾经担任了第一至第二十任利比里亚总统。